# Rio Faxinal (São Paulo)
O rio Faxinal, é um rio brasileiro do estado de São Paulo, e é afluente do rio Turvo.
O rio Faxinal nasce entre os municípios de Barra do Turvo e Cajati na localização geográfica, latitude 24º50'02" sul e longitude 48º19'52" oeste, a cerca de oito e meio quilômetros da rodovia federal BR-116.

## Percurso
Da nascente segue em direção sul (180º) do estado de São Paulo, e depois segue sempre mais ou menos paralelo a rodovia federal BR-116 em direção ao sudoeste (210º) até a própria rodovia BR-116 e o rio Turvo não mais que dois quilômetros da divisa do estado do Paraná.
Banha os municípios
Passa pelos municípios de: Barra do Turvo e Cajati.
Afluentes
- Margem sul:
  - Não consta

- Margem norte:
  - Não consta

Final
Se torna afluente do rio Turvo na localização geográfica, latitude 24º55'48" sul e longitude 48º24'11" oeste, praticamente as margens da rodovia BR-116, o Turvo por sua vez é afluente do rio Pardo em Barra do Turvo.
Extensão
Percorre neste trajeto uma distância de mais ou menos 15 quilômetros.

### Referência
- Mapa Rodoviário do Estado de São Paulo - (2004) - DER